# Домашовиці (Свентокшиське воєводство)
Домашовиці (пол. Domaszowice) — село в Польщі, у гміні Маслув Келецького повіту Свентокшиського воєводства.
Населення — 1054 особи (2011).
У 1975-1998 роках село належало до Келецького воєводства.

## Демографія
Демографічна структура на день 31 березня 2011 року:
|          | Загалом | Допрацездатний вік | Працездатний вік | Постпрацездатний вік |
| -------- | ------- | ------------------ | ---------------- | -------------------- |
| Чоловіки | 559     | 127                | 382              | 50                   |
| Жінки    | 495     | 67                 | 333              | 95                   |
| Разом    | 1054    | 194                | 715              | 145                  |